# Mademoiselle Valpreux
Mademoiselle Valpreux, née Clémence-Eugénie Boucher le 9 février 1892 à Paris 9e et morte le 15 novembre 1926 en son domicile à Paris 7e, est une actrice française.

## Biographie
Elle débute à la Comédie-Française le 1er mars 1914 dans Georgette Lemeunier de Maurice Donnay. Nommée 365e sociétaire en 1922, elle quitte la scène en 1924 pour épouser un avocat à la cour de Cassation, André Morillot. Elle meurt en couches le 15 novembre 1926.

## Théâtre

### Carrière à la Comédie-Française
Entrée en 1914
Nommée 365e sociétaire en 1922
Départ en 1924
- 1914 : Georgette Lemeunier de Maurice Donnay : Georgette
- 1914 : Les Femmes savantes de Molière : Henriette
- 1917 : Les Noces d'argent de Paul Géraldy : Suzanne
- 1920 : Paraître de Maurice Donnay : Juliette
- 1920 : Maman Colibri d'Henry Bataille : Madeleine Chadeaux
- 1921 : Le Passé de Georges de Porto-Riche : Antoinette Bellanger
- 1921 : L'École des maris de Molière : Léonore
- 1921 : Un ennemi du peuple de Henrik Ibsen : Pétra
- 1921 : Les Fâcheux de Molière : Orphise
- 1923 : Le Dépit amoureux de Molière : Lucile